# 恪妃
恪妃（？—1667年），石氏，直隸省滦州城北明碑村人。清朝吏部左侍郎石申之女，明朝湖广按察副使石維嶽之孫女。顺治帝之妃。

## 生平
在清初统一战争中，吴三桂等汉族藩王的军事力量起着愈益重要的作用。以汉女为妃嬪有利于笼络降清汉官和汉族士绅，並且能夠缓解民族矛盾。
顺治十三年六月，孝庄文皇后命鳌拜、遏必隆和索尼三人启知顺治帝册立妃嫔之事，礼部奏请册立两妃九嫔。顺治帝下旨先册立东西二宫皇妃，又朝鲜使臣麟坪大君李㴭抵達北京時，看到京城张贴的选秀告示，稱畿辅州府正在舉行選秀以充后庭，對象為良家美女。定南王孔有德之女、孝庄文皇后布木布泰之养女和碩格格孔四貞原擬立为东宫皇妃，惟她称其父生前已将她许配给偏将之子孙延龄。因此，「漢官女」出身之后妃人選僅餘石氏一人。同年丙申，已及笄的石氏以「漢官女」的身份被選入宮侍奉清世祖福臨。順治帝允許其穿着汉式冠服，並賜居永寿宫，又曾敕召石申之妻趙淑人乘肩輿進入西華門，在右門下輿入宮行家人禮，賜下隆重的筵席和賞賚。
《灤州志》稱石氏受封為貴人。石氏實以福晋身份入宮，在宮廷的位份比妃位低，同時又比小福晋和格格之位高。顺治帝的后宫里除了孝惠章皇后博尔济吉特氏、孝献端敬皇后董鄂氏和被娘家接回蒙古的静妃額爾德尼布木巴之外，實則并没有其他达到妃位的內庭主位。值得一提的是因為嬪位在順治朝並未正式實行，所以石氏所处的福晋级实际上是仅次于皇后、皇貴妃和妃位的级别。顺治帝的后宫中，在順治朝位居福晋级的僅有四位。除了石氏之外的三位博爾濟吉特氏福晉都是蒙古贵族出身的，但是漢官女出身的石氏在檔案中顯示實為四福晋之首。
順治十七年春旬，永壽宮內有一位後宮主位患病，皇貴妃董鄂氏親自服侍她，好像在服侍現任皇后般，並且殷切地幫助她消除心中的憂慮，足足有三晝夜沒有休息，有史學家提出此人應為石氏，但該說法並未得到史學界廣泛認同，暫且不說石氏雖貴為諸福晉之首，但僅僅只是一家族未曾入旗的漢妃，其家族更並非顯貴，更何況讓身為皇貴妃的董鄂氏如同服侍現任皇后般照護石氏，顯然是不合禮法，因此，部份史學家認為董鄂皇貴妃照顧的是覲見入京並短暫居住於永壽宮的世祖廢后 ( 靜妃 ) 博爾濟吉特氏。
康熙元年，石氏為「乾清宮五福晉」之其中一員。康熙元年正月二十八日，包衣諳班費揚古、尼雅罕所奏，詢問靜妃應領的緞匹數量，奉旨靜妃的緞匹數量與乾清宮五位福晉（即孝康章皇后、恪妃、恭靖妃、端順妃和淑惠妃）相等，並得到昭聖皇太后的認可。
康熙六年（1667年），裕亲王福全分府時，清廷要拨给福全四个内务府的管领，其中一个管領要从当时顺治帝的四位福晋级遗孀所领管领中拨出，让其带入自己的封旗镶白旗。福全获得的管领属于福晉石氏。同年十一月三十日，福晉石氏去世，並且在十二月被康熙帝追封为皇考恪妃。恪妃初葬在蓟县黄花山下的悼妃园寝。康熙五十七年（1718年）四月初七日，移葬位於清東陵的孝惠章皇后陵 (即孝东陵，今河北省遵化县昌瑞山）。

## 家族
- 五世祖：石傑，鳳陽大使[5]。

- 高祖父：石礦，寧夏審理[5]。

- 曾祖父：石璞，亦作石樸，順德大使[5]、太史，因其子石維嶽而被追贈中憲大夫、河南懷慶府知府，因其孫石申而被晉贈通議大夫、吏部左侍郎兼侍讀學士，石璞和其長子增廣生石維岱的事跡被載入《灤州志》[6]。

- 祖父：石維嶽，母王氏。萬曆三十八年庚戌科進士，曾任兵部觀政、河南開封府中牟知縣、河東監運司知事、四川龍安府推官、懷慶守、長沙憲副、湖廣按察副使等職。順治十八年追贈通議大夫、吏部左侍郎兼翰林院侍讀學士，妻謝氏和妾張氏亦追贈淑人[7]。

- 父：石申，生母張氏。順治三年丙戌科進士，選庶吉士，散館授弘文院檢討，曾任弘文院編修、國史院侍講、國史院弘文院翰林院侍讀學士、吏部侍郎、刑部侍郎、倉場侍郎等職，追贈吏部尚書，妻淑人趙氏。康熙九年，康熙帝東巡時曾入問石申的住宅。

- 兄弟：石幾，以父官吏部尚書蔭主事；石章，官職暫不詳，以父官吏部左侍郎蔭[6]。